# ヴィクトル・グレセフ
ヴィクトル・グレセフ（Victor Gresev、1986年3月31日 - ）は、ロコモティブ・ペンザに所属するラグビーユニオン選手。

## プロフィール
- ロシア・サンクトペテルブルク出身[1]。
- ポジションはフランカー(FL)。
- 身長 185cm、体重 108kg
- ロシア代表キャップは106（2021年9月現在）でラグビーワールドカップ2011・ラグビーワールドカップ2019のロシア代表に選ばれた[2]。
- 7人制ロシア代表に選ばれたことがある。

## 略歴
スラヴァモスクワ、VVAサラセンズ、ロンドン・ワスプス、クラスノヤルスクを経て、2021年、ロコモティブ・ペンザに加入。